# Club 88
Der Club 88 war ein Neonazitreffpunkt in Neumünster-Gadeland. Er bestand von 1996 bis 2014. Nach Einschätzung des schleswig-holsteinischen Verfassungsschutzes war das Lokal seit 1996 zentraler Treffpunkt der rechtsradikalen Szene in Neumünster und durch seinen bundesweiten Bekanntheitsgrad gelegentlich von Neonazis und rechtsextremen Skinheads aus dem gesamten norddeutschen Raum.
Konzessionsinhaberin war Christiane Dolscheid. Ihr ehemaliger Lebensgefährte, Frank Rieckmann, gehört ebenfalls der Neonaziszene an. Ursprünglich wurde der Club von Dolscheid und Tim Bartling betrieben. Beide sind langjährige Aktivisten der Szene. Dolscheid ist unter anderem Aktivistin beim „Skingirl Freundeskreis Deutschland“. 2000 bezeichnete der damalige Landesvorsitzende der NPD Peter Borchert auf einer Versammlung in Eisenach den „Club 88“ als das Beispiel einer sogenannten „national befreiten Zone“. Als sich Bartling etwa 2001 aus dem Blick der Öffentlichkeit zurückzog, übernahm Peter Borchert die Rolle des Club-Sprechers. Der Club diente der schleswig-holsteinischen Szene als Anlaufstelle und zur Rekrutierung von Jugendlichen. Das Lokal wurde vom Verfassungsschutz als ein wesentlicher Knotenpunkt rechtsradikaler Netzwerke betrachtet.
Der „Club“ machte Werbung auf T-Shirts und in Zeitungen mit dem Slogan „88 - the very last resort“ (in der Symbolik der Neonazis: „Heil Hitler - die allerletzte Zuflucht“). Unter diesem Slogan gab das dänische nationalistische Musik-CD-Label Celtic Moon 2003 einen Solidaritäts-Sampler heraus.
Zum Umfeld des Clubs 88 gehörten Teile des ehemaligen „Hamburger Sturms“, zum Beispiel Steffen Holthusen aus Hamburg und Torben Klebe. Verbindungen bestanden zu der Neonaziszene in Tostedt um den ehemaligen FAP-Aktivisten Sascha Bothe sowie mit Thorsten Heise aus Northeim und Bernd Stehmann aus Leopoldshöhe.
Nach einem Höhepunkt in den Jahren 2002 und 2003 aufgrund starker Berichterstattung in den Medien ging die Zahl der Besucher in den folgenden Jahren zurück, mit Ausnahme von Anlässen wie der jährlichen Geburtstagsfeier des Club 88 am 1. Oktober, die im Jahr 2005 von rund 400 Personen besucht wurde. Zur Feier des 15. Geburtstages im Jahr 2011 erschienen weniger als 80 Personen.
Anfang 2014 wurde der Club geschlossen.

## Gaststätte Titanic
Viele Neonazis und Skinheads wechselten vom Club 88 in die Gaststätte Titanic in der Neumünsteraner Innenstadt, die auch von Anhängern und Mitgliedern der Rockergruppe Bandidos besucht wurde. Zwischen Neonazis und Rockern gibt es personelle Überschneidungen, so war Borchert zum Vizepräsidenten des Schleswig-Holsteinischen Chapters der Bandidos aufgestiegen.
Das Titanic befindet sich in der Nähe der Aktion Jugendzentrum Neumünster (AJZ), und häufig kam es zu Konflikten zwischen den Besuchern des AJZ und des Titanic.
Im Frühjahr 2010 zog das Titanic innerhalb der Innenstadt Neumünsters in größere Räumlichkeiten um.
Borchert und zwei Mitglieder des verbündeten Rockervereins „Contras Neumünster“ wurden am 27. April 2010 festgenommen, nachdem sie am 14. Januar des Jahres in einem Schnellrestaurant in Neumünster zwei Mitglieder der mit der Rockergruppe „Hells Angels“ verbündeten Gruppe „Red Devils“ mit Messern verletzt und beraubt hatten, und zwei Tage nach der Festnahme verbot der schleswig-holsteinische Innenminister das „Probationary Chapter Neumünster (Schleswig-Holstein)“ der Bandidos. Der vorbestrafte Borchert wurde im April 2011 zu drei Jahren und neun Monaten Haft verurteilt.

## Belege
1. ↑  Nach 18 Jahren: Club 88 ist Geschichte. Holsteinischer Courier vom 4. April 2014, abgerufen am 17. April 2014
2. ↑  Innenministerium des Landes Schleswig-Holstein: Verfassungsschutzbericht 2001, S. 13ff. (online; PDF; 286 kB)
3. ↑  Innenministerium des Landes Schleswig-Holstein: Verfassungsschutzbericht 2002, S. 27 (online; PDF; 205 kB)
4. ↑  Innenministerium des Landes Schleswig-Holstein: Verfassungsschutzbericht 2001, S. 14 (online; PDF; 286 kB)
5. ↑  , Hamburger Abendblatt vom 4. April 2014
6. ↑  Innenministerium des Landes Schleswig-Holstein: Verfassungsschutzbericht 2005, S. 37f. (online; PDF; 436 kB)
7. ↑  Dörte Moritzen: Titanic: Umstrittene Kneipe zieht um, Schleswig-Holsteinischer Zeitungsverlag, 27. März 2010
8. ↑  Ist der Rockerkrieg jetzt vorbei?, Schleswig-Holsteinischer Zeitungsverlag, 27. April 2010
9. ↑  "Bandido" Borchert: Spaziergang in Freiheit, Schleswig-Holsteinischer Zeitungsverlag, 19. Mai 2011